# Globetrotter 2
Globetrotter 2 är ett datorspel skapat av Vision Park och Deadline Games. Spelet går ut på att resa runt i världen och utföra olika uppdrag. Det finns sex olika svårighetsgrader: antagningsprov, novis, kandidat, professionell, vicepresident och president. Uppdragen på de lägre nivåerna (antagningsprov och novis) handlar främst om att lösa uppdrag i Nordamerika. Som kandidat kan spelaren åka på uppdrag i Europa och Sydamerika och som professionell på en jorden-runt-resa och därefter har spelaren tillgång till i princip hela världen.

## Karaktärer
Spelaren väljer att spela som kvinna eller man. Dessutom finns några specifika karaktärer: tjuvar, hajar, polisen och jokern.

## Arbeten
För att tjäna pengar i spelet kan spelaren söka arbeten, vilket går att göra dagtid och när spelarens karaktär inte är för trött. Arbetena är indelade i fem kategorisektorer: kultur, sport, teknik, natur och service.

## Expeditioner
Spelet erbjuder möjligheter att när som helst åka på expeditioner över nästan hela världen. Företaget som ordnar expeditionerna heter "Eddie's expeditions". Det finns tre olika former av expeditioner; bergsklättring, forspaddling och jeepsafari. En expedition kostar 2 000 kronor. Som belöning för snabbt utförda expeditioner utdelas pokaler i valörerna guld, silver och brons. Med pokalen följer penningsumma vars storlek beror på expeditionens svårighetsgrad. Bergsklättringen finns på Irland (Cliffs of Moher), i Tanzania (Kilimanjaro), Costa Rica (Arenalvulkanen), på Mount Everest och i Alaska (Mount McKinley). Forspaddlingen finns i Hawaii, Galapagos, Amazonas, Yemen och Nya Zeeland. Jeepracet finns i El Mundo Maya, Vilda västern, Island, Sahara och Maldiverna.

## Övrigt
Resorna i spelet sker med flygplan, båt, tåg, buss, tunnelbana och taxi. 
Spelaren kan välja tre nivåer av boende i spelet:
- Lyxhotellet - Dyrt, men man får en stadskarta och en tidning om man stannar för att sova.
- Det billiga hotellet - Billigt, men en natt tar längre tid och det är svårare att hitta.
- Sova på gatan - Gratis, men det tar tid.

Att sova på gatan ökar risken att bli rånad, varvid hälften av pengarna förloras. Står man dock och sover bredvid polisen, som det står minst en av i mitten av staden, närmar sig inga tjuvar. 
Att bli biten av hajen, vilket händer om man står i vattnet i vissa städer, leder till halvering av spelarens energi. 
I städerna går det att fotografera sevärdheter, varvid man även får en kort beskrivning.

## Annat
Spelet är fritt från våld, blod och grovt språk. Rekommenderad åldersgräns är runt 12 år.